# Migracje ryb

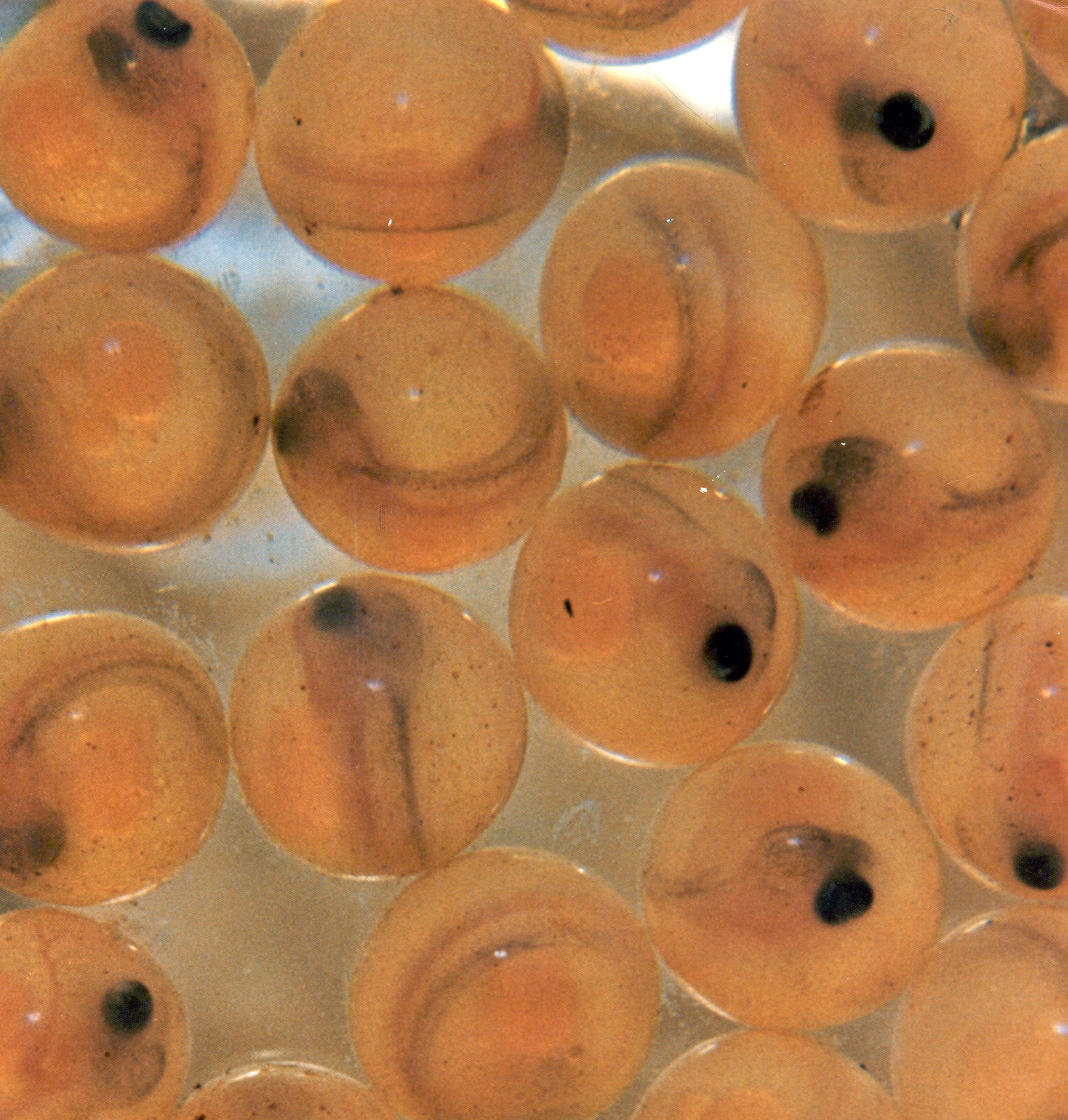
Wiele ryb, przemieszcza się (migruje), aby odbyć tarło. Przykładem są ryby łososiowate. Tutaj ikra łososia szlachetnego (Salmo salar) z widocznymi zarodkami

Migracje ryb – zjawisko przemieszczania się ryb w celu znalezienia miejsca na tarlisko, zimowisko lub znalezienia pożywienia. Zwykle ma związek z nastaniem pory deszczowej lub pory suchej.

## Terminologia
Ze względu na cel migracji, wyróżnia się migracje tarłowe, wykonywane w celu odbycia tarła w środowisku innym niż zajmowane przez zasadniczą część życia, pokarmowe lub wzrostowe, podejmowane w celu poszukiwania pokarmu, wykonywane w celu zimowania oraz kompensacyjne i losowe, czyli odbywane z innych przyczyn, np. w razie wystąpienia niekorzystnych warunków w miejscu stałego przebywania. Wędrówki mogą mieć charakter koncentracyjny, gdy osobniki z różnych miejsc skupiają się, dotyczy to migracji tarłowych, lub dyspersyjny, gdy osobniki dotychczas skupione rozpraszają się w nowych siedliskach – dotyczy to migracji wzrostowych.
Ryby wędrowne dzieli się w następujący sposób:
- ryby diadromiczne, dwuśrodowiskowe (rzadko: diadromowe[2]) – migrujące między wodami słonymi a słodkimi[1][3]
  - ryby anadromiczne (rzadko: anadromowe[4]) – ryby spędzające zasadniczą część dorosłego życia w morzach lub estuariach, podejmujące wędrówkę tarłową do wód słodkich[1][3]
  - ryby katadromiczne (rzadko: katadromowe[5])– ryby spędzające zasadniczą część dorosłego życia w wodach słodkich, podejmujące wędrówkę tarłową do wód słonych[1][3]
  - ryby amfidromiczne – ryby wędrujące między wodami słonymi i słodkimi w celach innych niż odbycie tarła[1]
- ryby potamodromiczne, półwędrowne – ryby spędzające całe życie w wodach słodkich, wykonujące migracje w ich obrębie. Wśród nich często ryby żyjące w zbiornikach migrują na tarło do dopływów[1][3].

## Charakterystyka
U ryb wędrownych często osobniki z danej populacji wykazują wierność miejsca, czyli w ramach migracji wracają w to samo miejsce.

## Przykłady ryb migrujących w celach rozrodczych

### Bezżuchwowce(Agnatha)
Przykładem z tej starej grupy zwierząt może być minóg morski (Petromyzon marinus), jeden z nielicznych wędrownych minogów. Minóg morski jest gatunkiem anadromicznym tzn. żyjącym w dwóch typach środowisk, zarówno w wodach słodkich, jak i słonych. W Ameryce Północnej, w niektórych jeziorach jest gatunkiem inwazyjnym. Osobniki dorosłe wpływają do wód słodkich na tarło. Razem budują gniazdo z piachu i otoczaków, następnie samica składa 250 tys. ziaren ikry, samiec ją zapładnia i tarlaki giną. Larwa, tzw. ślepica (nazwa wzięła się stąd, iż nie ma zmysłu wzroku) żyje w wodzie słodkiej do 7 lat, odżywiając się detrytusem.

### Rekiny(GaleomorphiiSqualomorphi)
Rekiny to przeważnie ryby morskie, osiadłe, migrujące jedynie w poszukiwaniu pokarmu. Niektóre jednak, np. żarłacz tępogłowy (Carcharhinus leucas), czy żarłacz cytrynowy (Negaprion brevirostris) to rekiny typowo dwuśrodowiskowe. Żarłacza tępogłowego obserwowano go 4200 km od Atlantyku, w Amazonce oraz 1200 km w górę rzeki Missisipi oraz jeziorze Nikaragua. W wodach słodkich trzyma się blisko dna, czatując na zdobycz. Ciężarne samice rodzą w wodach słodkich od 1 do 13 młodych, które od razu są zdolne do samodzielnego życia. Poza rekinami, do ryb chrzęstnoszkieletowych należą piłokształtne (Pristiformes), które także żyją i rozmnażają się w wodach słodkich, jednak tam, gdzie żyją, zostały niemal doszczętnie przetrzebione np. piła wielkozębna (Pristis perotteti), wskutek przełowienia na mięso i jako trofeum wędkarskie.

### Piskorzowate(Cobitidae) iBotiidae

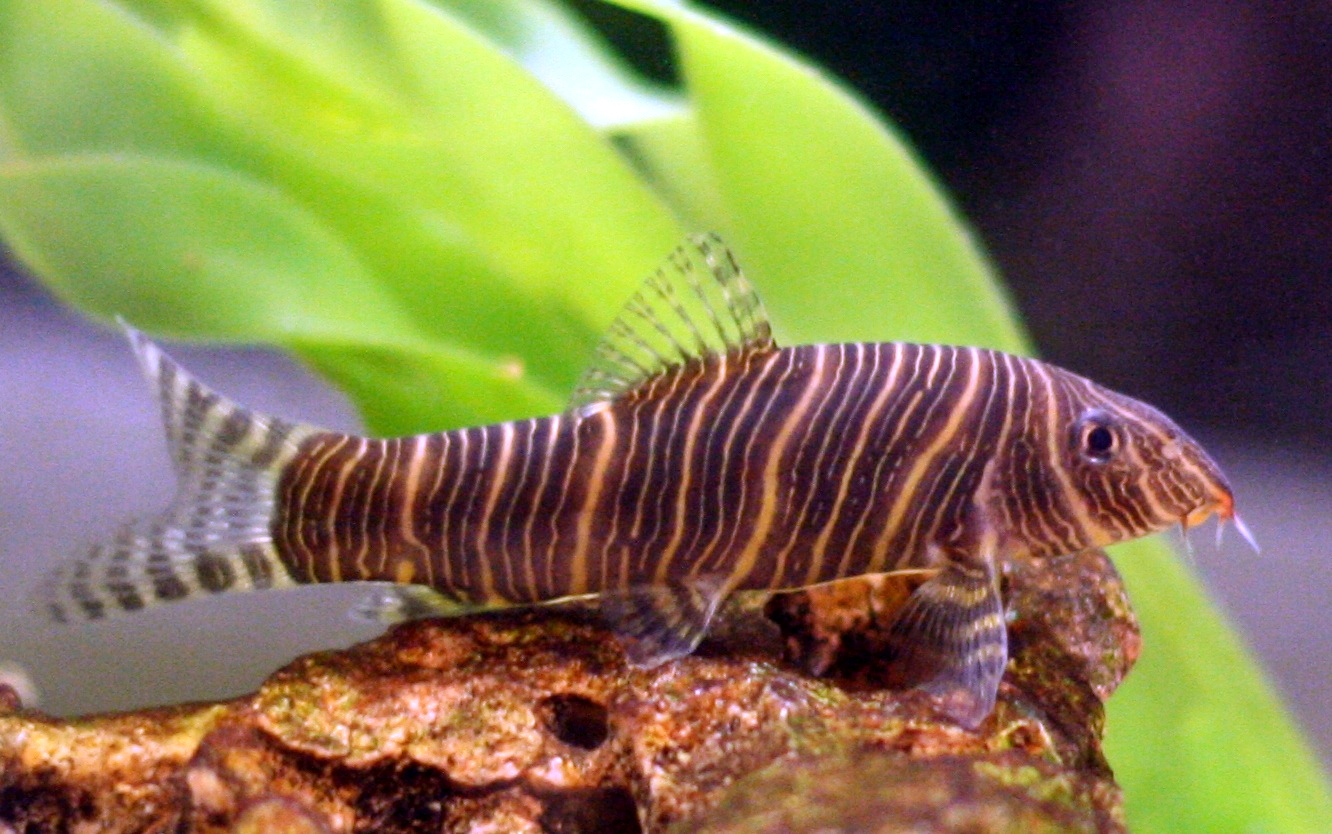
Bocja pręgowana (Botia striata) to jedna z nielicznych ryb akwariowych, która w naturze migruje

Niektóre gatunki ryb z rodziny piskorzowatych (Cobitidae) i Botiidae wędrują na tereny zalanych lasów, aby złożyć ikrę. Ma to miejsce w Azji, w czasie pory deszczowej. Tam, gdzie żyją i się rozmnażają, występują silne nurty wody. Stąd też w warunkach akwariowych Cobitidae i Botiidae, rzadko lub wcale nie przystępują do tarła.

### Łososiokształtne(Salmoniformes)
Ryby łososiokształtne mają jeden z najlepszych zmysłów chemicznych w świecie ryb. Są dla nich ważne w orientacji i nawigacji. Dzięki temu dorosłe tarlaki trafiają do miejsc, gdzie same urodziły się przed sześcioma lub siedmioma laty. Minimalne ilości substancji pochodzących z rozpuszczonych skał lub gleb oraz małych organizmów tworzą dla ryby unikatowy zapach, nawet gdy jest ślepa, bądź koryto rzeki uległo deformacji w wyniku powodzi lub w wyniku pracy człowieka. Łososiokształtne, podobnie jak bezżuchwowce to ryby anadromiczne.  

### Jesiotrowate(Acipenseridae)
Gatunkiem europejskiej ryby jesiotrowatej jest jesiotr zachodni (Acipenser sturio). Gatunek ten zasiedla tereny Morza Śródziemnego i Czarnego, spotyka się także wzdłuż atlantyckich wybrzeży Ameryki Północnej i na północy Europy, od Nordkappu do Bałtyku (z badań przeprowadzonych w 1996 na osobniku złowionym u wybrzeży Estonii wykazano, iż populacja ta wywodzi się od jesiotra ostronosego). Obecnie ma małe znaczenie gospodarcze, wcześniej wpływał do rzek Europy i się tam często rozmnażał, jednak jeszcze przed I Wojną Światową, ze względu na silne zanieczyszczenie rzek oraz budowanie zapór, zachowania te ustały. Obecnie na liście IUCN ma status gatunku krytycznie zagrożonego (CR). Po wylęgu, narybek jesiotra, wraz z nurtem wody płynie do mórz, by jako dorosłe ryby rozmnażać się w wodach słodkich. 

### Węgorzowate(Anguidae) ikongrowate(Congeridae)
Węgorzowate i kongerowate to ryby, które rzadko migrują, często są osiadłe. Wyjątkami są: węgorz europejski (Anguilla anguilla), konger (Conger conger) i węgorz amerykański (Anguilla rostrata). Często migrują setki tysięcy kilometrów, z rzek do Morza Sargassowego, często także drogą lądową. Oba gatunki są rybami katadromicznymi oraz semelparycznymi. Oznacza to, iż rozród jest dla węgorzy ostatnim wydarzeniem w ich życiu. Samice (4 razy większe od swych partnerów) składają bardzo dużą ilość jaj, bogatych w składniki odżywcze, aby zapewnić jak największe szanse przeżycia swojemu potomstwu. Po tarle giną. Wyklute młode są unoszone z prądem wody (Golfstrom) w stronę wybrzeży Europy, gdzie wpływają do rzek. Podobną taktykę stosują ryby gardłoszowate (Trachichthyidae). Konger natomiast odbywa wędrówki na krótkich dystansach i trze się w okolicach Gibraltaru, Azorów i w Morzu Śródziemnym.

### Sumokształtne(Siluriformes)
Kirys czarny (Oxydoras niger), jest wyjątkiem wśród osiadłych sumokształtnych. Gatunek ten, w okresie tarła, migruje stadami do podnóży Andów, na wysokość 1000 m n.p.m.. Jest przy tym jedną z 40 gatunków ryb, podejmującą coroczną wędrówkę, zwaną piracema (tzw. migracje ryb Paragwaju).
Innym sumem wędrującym jest sum rekini (Pangasianodon hypophthalmus). Nie wiadomo, czy jednak migruje w celach rozrodczych, czy w celach znalezienia pokarmu, gdyż w naturze są zagrożone wyginięciem (EN), a ich wędrówki są słabo poznane.

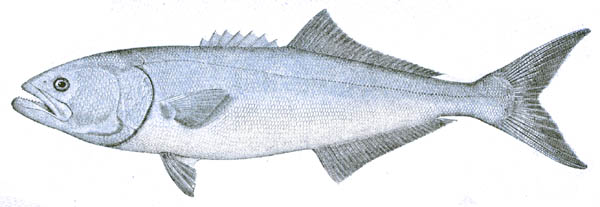
Gatunkiem ryby, która wędruje w poszukiwaniu pokarmu jest lufar (Pomantopus saltatrix)

## Przykłady ryb migrujących w celach znalezienia pokarmu
Przykładami ryb migrujących w celu znalezienia pokarmu są przeważnie ryby pelagiczne (morskie) np. makrelowce (Scombroidei np. tuńczyki, makrele, marliny), ostroboki (Trachurus), rekiny i kulbinowate (Sciaenidae). Poza tymi rodzinami agresywną rybą pelagiczną, migrującą w poszukiwaniu pokarmu jest lufar (Pomatomus saltatrix), będący jedynym przedstawicielem z rodziny lufarowatych (Pomatomidae), słynący z wędrowania za ławicami ryb, chwytający jedną z nich, by rozszarpać ją na mniejsze kawałki. Potrafi także atakować, gdy jest syty i może wywołać zachowanie przypominające bulimię. Rybacy dobrze znają tą rybę, bo po uczcie zostawia smugi wnętrzności i krwi.
Gatunkiem słodkowodnej ryby, migrującej w celu znalezienia pokarmu jest szczupak (Esox lucius).

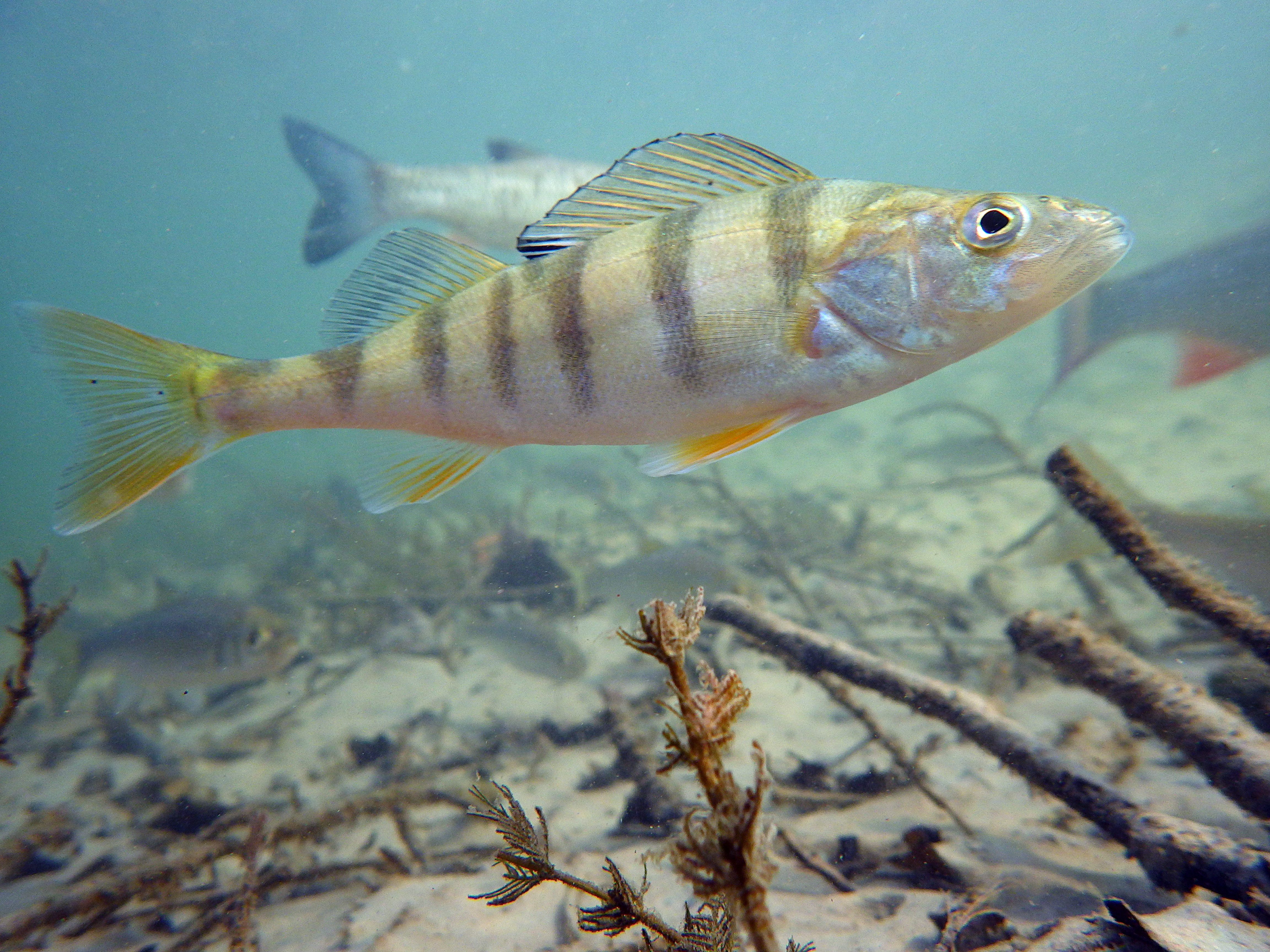
Okonie (Perca fluviatilis) migrują do wód słonawych, jak Zatoka Pucka, aby polować lub rozmnażać się

## Przykłady ryb migrujących w innych celach
Ryby migrujące w celach innych niż znalezienie pokarmu, czy złożenie ikry to gatunki amfidromiczne lub półwędrowne. Takimi rybami mogą być:
- Ateryna (Aterina presbyter) – odbywa coroczne wędrówki do głębszych wód, aby przezimować[15],
- Okoń pospolity (Perca fluviatilis) i sandacz pospolity (Sander leucioperca) – migrują do wód słonawych, gdyż niskie zasolenie wody nie utrudnia im w polowaniu[13],
- Stornia (Platichthys flesus) – wędruje do wód słodkich głównie na tarło, bądź w celu znalezienia pokarmu[15],
- U niektórych stynkowatych (Osmeridae) i śledziowatych (Clupeidae) występują populacje półwędrowne, które migrują między wodami słodkimi, a słonymi[6],
- Karpiowate (Cyprinidae) to typowe ryby amfidromiczne – migrują  zwykle w innych celach niż rozmnażanie się,
- Piskorzowate (Cobitidae) – młode osobniki (narybek) często wędrują na płytsze wody, gdyż na ich obszarach mają większe szanse przeżycia.

## Zagrożenia dla ryb migrujących

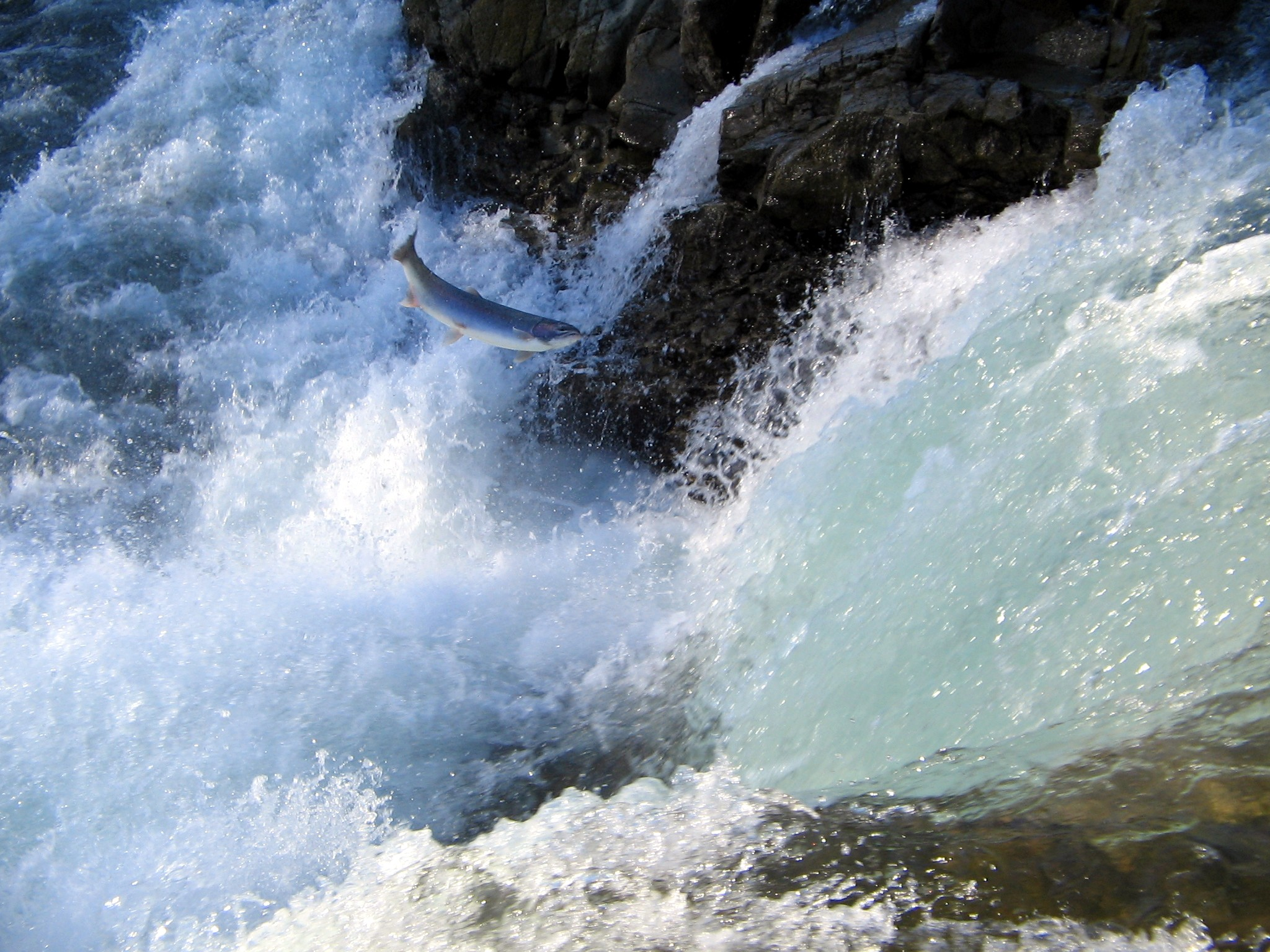
Przeszkodą dla łososiowatych mogą być zarówno wodospady, jak i sztuczne zapory wodne

Przede wszystkim budowanie zapór i nastawianie sieci ma negatywny wpływ na wędrówki ryb (oraz dla innych organizmów). Uniemożliwiają im wędrówkę zarówno w górę rzeki, jak i w jej dół. Zapora wodna, niszczy także koryto rzeki i wpływa na stan wód. Globalne populacje migrujących ryb zmalały o 70% na przełomie lat 1970-2020, poprzez budowanie zapór i tam.
Migrujące ryby (np. łososiowate) niekiedy roznoszą choroby wirusowe, które zagrażają także innym gatunkom.
Zagrożeniem dla ryb migrujących jest także człowiek. Od lat ludzie eksploatowali trasy migracji ryb, by schwytać ryby skupione na wędrówce. Najstarsze eksploatacje znane są z czasów starożytnych, na terenie rzeki Morro Creek i innych ujściach Pacyfiku. W Nevadzie Indianie (plemię Paiute) chętnie łowili pstrągi. Obecnie w wielu stanach Ameryki połów dzikich pstrągów jest zakazany, a sprzedawane pstrągi pochodzą z prywatnych hodowli.